# Старі листи
«Старі листи» — радянський художній телефільм 1981 року, знятий на Кіностудії ім. О. Довженка.

## Сюжет
Повернувшись з фронту, Іван Лукич дізнався, що дружина зрадила йому. Він пішов від неї і дочки. Пізніше Іван намагався розшукати їх, але не вийшло. Пройшли роки. У нього — інша сім'я, дорослі діти і внук. І зовсім випадково він зустрічає Лізу, свою дочку, яка впевнена, що її батько загинув на фронті.

## У ролях
- Андрій Дударенко — Іван Лукич Тенін
- Наталія Варлей — Нюра і Ліза
- Ірина Буніна — Віра, дочка Теніна
- Ганна Ніколаєва — Антоніна Василівна, дружина Теніна
- Анатолій Матешко — Міша, син Теніна
- В'ячеслав Єзепов — Сергій Сергійович, чоловік Віри
- Леонід Бакштаєв — Вадим, чоловік Лізи
- Олексій Лишак — Ваня, син Віри
- Микола Шутько — Микитович
- Тетяна Антонова — гостя на весіллі
- Олександр Ануров — читець
- Віктор Демерташ — гість на весіллі
- Сергій Дворецький — король, солдат з Воркути
- Маргарита Криницина — сусідка Нюри
- Юрій Мисенков — епізод
- Сергій Пономаренко — Льоня, сусід Теніна
- Юрій Рудченко — гість на весіллі
- Сергій Свєчніков — гість на весіллі
- Віктор Степаненко — Сеня
- Олена Ставицька — епізод
- Володимир Ставицький — епізод
- Лада Кушкова — Ліза в дитинстві
- Євген Пашин — жених
- Микола Воронін — гість на весіллі
- Раїса Пироженко — гостя на весіллі

## Знімальна група
- Режисер-постановник: Анатолій Іванов
- Сценаристи: Володимир Фіганов, Раміз Фаталієв
- Оператор-постановник: Володимир Тарнавський
- Художник-постановник: Петро Максименко
- Композитор: Володимир Бистряков
- Автор тексту пісні: Олександр Вратарьов
- Режисер: Ю. Філін
- Оператор: В. Пономарьов
- Звукооператор: Наталя Домбругова
- Режисер монтажу: Алла Голубенко
- Художники: по костюмах — Світлана Побережна, по гриму — Людмила Семашко
- Комбіновані зйомки: оператор — Павло Король, художник — А. Андрощук
- Редактор: Олена Шеїна
- Директор картини: Лілія Залесова